# Фрідріх III (маркграф Майсену)
Фрідріх III Суворий (нім. Friedrich III. der Strenge, 14 грудня 1332 — 21 травня 1381 року) — 26-й маркграф Майсену і 13-й ландграф Тюрингії в 1349—1381 роках (спільно з братами (Балтазаром і Вільгельмом). Мав також прізвисько «Тримаючий друзів» (der Freundholdig).

## Життєпис
Походив з династії Веттінів. Син Фрідріха II, марграфа Майсену іландграфа Тюрингії, й Матильди Віттельсбах. Народився 1332 року в місті Дрезден. 1346 році одружився з представницею роду Геннеберг. У 1347 році після смерті тестя отримав права на частину графства Геннеберг, зокрема округ Кобург. Втім довелося протистояти тещі Юдит Асканії.
У 1349 році після смерті батька разом з братами Балтазаром і Вільгельмом успадкував володіння. На той час Фрідріх був старшим братом (Балтазар і Вільгельм були ще неповнолітніми), тому отримав переваги в управлінні Майсеном і Тюрингією. 1353 році після смерті Юдит Асканії заволодів Кобургом. Пізніше він купив частину маркграфства Ландсберг, міста Ельгерсбург, Цербіг, Зангергаузен. Також завдав нової поразки графам Шварцбургам, що намагалися відновити своє становище в Тюрингії. Втім 1359 року не зміг повернути під владу графство Брена, яким раніше заволоділи Саксонські Асканії.
У 1368 році у зв'язку з повноліттям братів вимушений був дійсно розділити з ними владу над родинними володіннями. Було домовлено кожні 2 роки змінювати урядовців Тюрингії та Майсену. У 1371 році підтримав ландграфа Генріха II Гессенського у війні проти Ліги зірки (входили графи, абати, єпископи, імперські лицарі Нижньої Саксонії та Франконії) на чолі з Отто I, герцогом Брауншвейзьким. У 1372 році надав війська братові Балтазару, який безпосередньо брав участь у війні спільно з Гессеном. У 1373 році в Ешвеге спільно з братами уклав договір з Генріхом II та його спадкоємцем Германом II щодо взаємного спадкування володінь на випадок вимирання одного з родів.
1379 року відбувся остаточних розділ між братами, при якому Фрідріх III отримав більшу частину маркграфства Майсен (співправителем його став брат Вільгельм) й невеличкі області в Тюрингії та зберіг титул ландграфа.
Помер 1381 року в Альтенбурзі, поховано в цистерціанському монастирі Альтцелла (місто Носсен). Його сини успадкували Майсенське маркграфство (спільно зі стрийком Вільгельмом I), Тюрингія повністю перейшла до Балтазара.

## Родина
Дружина — Катерина, донька графа Генріха IV Геннеберг-Шлойсінгенського
Діти:
- Фрідріх (д/н—1350)
- Фрідріх (1370—1428) — маркграф Майсенський, курфюрст Саксонський
- Вільгельм (1371—1425) — маркграф Майсенський
- Георг (1380—1401) — маркграф Майсенський